# Melanie Morawietz
Melanie Morawietz (* 1971 in Bremen) ist eine deutsche Politikerin (CDU).
Sie war von Oktober 2021 bis Juni 2023 Mitglied der Bremischen Bürgerschaft.

## Biografie

### Ausbildung und Beruf
Morawietz ist gelernte Rechtsanwaltsgehilfin. Von 1996 bis zu ihrem Einzug in die Bürgerschaft 2021 war sie für die Handelskrankenkasse tätig, zunächst bis 2001 als Assistentin im Bereich Marketing und Vertrieb und anschließend bis 2021 als Assistentin des Vorstands.

### Politik
Morawietz ist Mitglied der CDU. Seit 2018 ist sie Vorsitzende des Stadtbezirksverbands Bremen-Neustadt. Seit 2019 ist sie für ihre Partei Mitglied und Fraktionsvorsitzende des Beirats Neustadt.
Bei der Bürgerschaftswahl in Bremen 2019 kandidierte Morawietz auf der Liste ihrer Partei, verfehlte jedoch zunächst den Einzug in die Bürgerschaft. Am 15. Oktober 2021 rückte sie für Thomas Röwekamp in die Bremische Bürgerschaft nach. Bei der Bürgerschaftswahl in Bremen 2023 erhielt sie kein Mandat mehr und schied aus der Bürgerschaft aus.